# División de Honor de la Asociación de Football de Santiago 1931
El Torneo de la División de Honor de la Asociación de Football de Santiago 1931 fue la 5.º edición de la primera categoría de la Asociación de Football de Santiago, competición de fútbol de carácter oficial y amateur de la capital de Chile, correspondiente a la temporada 1931. Se jugó desde el 26 de abril hasta el 27 de noviembre de 1931, aun cuando algunos clubes, como Colo-Colo o Santiago Badminton, finalizaron su participación en el mes de agosto.
Su organización estuvo a cargo de la Asociación de Football de Santiago y contó con la participación de ocho equipos, dos menos que la edición anterior. La competición se disputó bajo el sistema de todos contra todos, en una sola rueda.
El campeón fue Audax Italiano, que, al término de las siete fechas del torneo y con un rendimiento del 85,71%, se adjudicó su primer título de la División de Honor de la Asociación de Football de Santiago, desde la unificación del fútbol chileno en 1926.
El equipo que descendió a la Primera División de la AFS fue Santiago, que terminó último en la tabla de posiciones, con 1 punto de 14 posibles.
Cabe señalar que, debido a la reestructuración de la Asociación de Football de Santiago, las categorías divisionales cambiaron sus nombres: la primera y máxima categoría fue la División de Honor, la segunda fue la Primera División, la tercera fue la División Intermedia y la cuarta fue la Segunda División. Al efecto, esta División de Honor constituye parte de la misma continuidad de aquella del año anterior.

## Reglamento de juego
La competición se jugó bajo el sistema de todos contra todos y en una sola rueda de siete fechas, resultando campeón aquel equipo que acumulase más puntos en la tabla de posiciones.

### Sistema de descenso
Se estableció que el equipo con menos puntaje en la tabla de posiciones, descendía a la Primera División de la Asociación de Football de Santiago.

## Equipos participantes

### Relevo anual de clubes
No hubo ascensos a la primera categoría. Gimnástico Arturo Prat y Santiago National descendieron a la segunda categoría.
| Descendidos a la Primera División                                              |
| ------------------------------------------------------------------------------ |
| Gimnástico Arturo Prat (9.º lugar de la División de Honor de la AFS 1930)      |
| Santiago National (10.º y último lugar de la División de Honor de la AFS 1930) |

### Información de los clubes
| Equipo                   | Ciudad            |
| ------------------------ | ----------------- |
| Audax Italiano           | Santiago de Chile |
| Colo-Colo                | Santiago de Chile |
| Green Cross              | Santiago de Chile |
| Liverpool Wanderers      | Santiago de Chile |
| Magallanes               | Santiago de Chile |
| Santiago                 | Santiago de Chile |
| Santiago Badminton       | Santiago de Chile |
| Unión Deportiva Española | Santiago de Chile |

## Clasificación
| Pos.                                      | Equipo                   | PJ | PG | PE | PP | GF | GC | Dif. | Pts. |
| ----------------------------------------- | ------------------------ | -- | -- | -- | -- | -- | -- | ---- | ---- |
| 1.                                        | Audax Italiano           | 7  | 6  | 0  | 1  | 30 | 10 | 20   | 12   |
| 2.                                        | Magallanes               | 7  | 4  | 2  | 1  | 14 | 13 | 1    | 10   |
| 3.                                        | Colo-Colo                | 7  | 4  | 0  | 3  | 22 | 10 | 12   | 8    |
| 4.                                        | Santiago Badminton       | 7  | 3  | 1  | 3  | 17 | 14 | 3    | 7    |
| 5.                                        | Unión Deportiva Española | 7  | 3  | 1  | 3  | 16 | 16 | 0    | 7    |
| 6.                                        | Green Cross              | 7  | 3  | 0  | 4  | 18 | 15 | 3    | 6    |
| 7.                                        | Liverpool Wanderers      | 7  | 2  | 1  | 4  | 12 | 18 | -6   | 5    |
| 8.                                        | Santiago                 | 7  | 0  | 1  | 6  | 2  | 35 | -33  | 1    |
| Última actualización: 29 de julio de 2013 |                          |    |    |    |    |    |    |      |      |

|  |                                |
|  | Campeón.                       |
|  | Descendido a Primera División. |

## Cuadro de resultados
| Equipo              | AI   | CC  | GC  | LW  | MA  | SA   | SB  | UE  |
| ------------------- | ---- | --- | --- | --- | --- | ---- | --- | --- |
| Audax Italiano      |      | 2:4 | 1:0 | 4:1 | 4:1 | 11:0 | 2:1 | 6:3 |
| Colo-Colo           | 4:2  |     | 2:3 | 0:1 | 1:2 | 8:0  | 4:2 | 3:0 |
| Green Cross         | 0:1  | 3:2 |     | 6:1 | 3:4 | 4:0  | 1:3 | 1:4 |
| Liverpool Wanderers | 1:4  | 1:0 | 1:6 |     | 2:2 | 3:0  | 2:3 | 2:3 |
| Magallanes          | 1:4  | 2:1 | 4:3 | 2:2 |     | 1:1  | 2:1 | 2:1 |
| Santiago            | 0:11 | 0:8 | 0:4 | 0:3 | 1:1 |      | 1:5 | 0:3 |
| Santiago Badminton  | 1:2  | 2:4 | 3:1 | 3:2 | 1:2 | 5:1  |     | 2:2 |
| U. D. Española      | 3:6  | 0:3 | 4:1 | 3:2 | 1:2 | 3:0  | 2:2 |     |

## Goleadores
| Jugador                                   | Equipo                                                      | Goles |
| ----------------------------------------- | ----------------------------------------------------------- | ----- |
| Carlos Vidal                              | Colo-Colo                                                   | 6     |
| Guillermo Subiabre                        | Colo-Colo                                                   | 5     |
| Moisés Avilés                             | Audax Italiano                                              | 5     |
| Jorquera                                  | Magallanes                                                  | 5     |
| Bascuñán                                  | Santiago Badminton                                          | 4     |
| Caramutti                                 | Audax Italiano                                              | 4     |
| Domingo Moyano                            | Unión Deportiva Española                                    | 4     |
| Federico Sánchez                          | Unión Deportiva Española                                    | 4     |
| Jerez                                     | Magallanes                                                  | 4     |
| Rodríguez                                 | Green Cross                                                 | 4     |
| Tomás Ojeda                               | Audax Italiano                                              | 4     |
| Vicuña                                    | Green Cross                                                 | 4     |
| Benítez                                   | Santiago Badminton                                          | 3     |
| Carlos Giudice                            | Audax Italiano                                              | 3     |
| Enrique Sorrel                            | Audax Italiano                                              | 3     |
| Miño                                      | Liverpool Wanderers                                         | 3     |
| Raimundo Caballero                        | Unión Deportiva Española                                    | 3     |
| Alberto Bravo                             | Colo-Colo                                                   | 2     |
| Alvarado                                  | Santiago Badminton                                          | 2     |
| Braithweite                               | Santiago Badminton                                          | 2     |
| Castillo                                  | Liverpool Wanderers                                         | 2     |
| Elías Zapata                              | Colo-Colo                                                   | 2     |
| José Olguín                               | Colo-Colo                                                   | 2     |
| Luco                                      | Santiago Badminton                                          | 2     |
| Raúl Torres                               | Colo-Colo                                                   | 2     |
| Reyes                                     | Green Cross                                                 | 2     |
| Taylor                                    | Liverpool Wanderers                                         | 2     |
| Alsina                                    | Santiago Badminton                                          | 1     |
| Aranda                                    | Magallanes                                                  | 1     |
| Arturo Carmona                            | Magallanes                                                  | 1     |
| Becerra                                   | Unión Deportiva Española                                    | 1     |
| Castro                                    | Green Cross                                                 | 1     |
| Córdoba                                   | Santiago                                                    | 1     |
| Fuenzalida                                | Santiago                                                    | 1     |
| Guillermo Arellano                        | Colo-Colo                                                   | 1     |
| Guillermo Saavedra                        | Colo-Colo                                                   | 1     |
| Guzmán                                    | Liverpool Wanderers                                         | 1     |
| Malatrassi                                | Green Cross                                                 | 1     |
| Montero                                   | Green Cross                                                 | 1     |
| Olivares                                  | Magallanes                                                  | 1     |
| Ortiz                                     | Magallanes                                                  | 1     |
| Óscar González                            | Colo-Colo                                                   | 1     |
| Pacheco                                   | Santiago Badminton                                          | 1     |
| Diego Vega                                | Unión Deportiva Española                                    | 1     |
| Melchor Riera                             | Unión Deportiva Española                                    | 1     |
| Sánchez                                   | Green Cross                                                 | 1     |
| Santana                                   | Unión Deportiva Española                                    | 1     |
| Sepúlveda                                 | Santiago Badminton                                          | 1     |
| Tomás Vázquez                             | Unión Deportiva Española                                    | 1     |
| Sin registro                              | Green Cross (4) Audax Italiano (11) Liverpool Wanderers (3) | 18    |
| Reglamentarios                            | Liverpool Wanderers                                         | 1     |
| Última actualización: 27 de julio de 2013 |                                                             |       |

### Autogoles
| Jugador                                   | Equipo      | Rival              | Autogoles |
| ----------------------------------------- | ----------- | ------------------ | --------- |
| Roberto Cortés                            | Colo-Colo   | Santiago Badminton | 1         |
| Ramírez                                   | Green Cross | Magallanes         | 1         |
| Última actualización: 27 de julio de 2013 |             |                    |           |

## Campeón
| Santiago de Chile         |
| Audax Italiano 1.º título |